# Allium melitense
Allium melitense ist eine Pflanzenart der Gattung Lauch aus der Familie der Amaryllisgewächse (Amaryllidaceae). Die Art ist ausschließlich auf Malta heimisch.

## Beschreibung
Allium melitense ist eine ausdauernde Zwiebelpflanze, die bis zu 30 Zentimeter hoch wird. Die Blätter sind gerillt. Ihre Blütezeit reicht von Frühling bis Sommer. Der Blütenstand ist annähernd kugelförmig und hat in der Regel einen Durchmesser von bis zu 3 Zentimeter. Die zahlreichen Blüten sind purpurn-violett und eiförmig, die Blütenhüllblätter gekielt.

## Verbreitung
Allium melitense ist ausschließlich auf Malta heimisch, wo sie felsige Steppen und Talhänge besiedelt. Die Art ist häufig.

## Systematik und botanische Geschichte
Die Art wurde 1927 (nach einem ersten, nicht gültigen Vorschlag 1915) als Varietät des Ackerlauch (Allium ampeloprasum) erstbeschrieben, 1950 dann aber durch Raffaele Ciferri und Valerio Giacomini als eigene Art aufgestellt.

## Nachweise
1. 1 2  Hans Christian Weber, Bernd Kendzior: Flora of the Maltese Islands - A Field Guide, 2006, ISBN 3-8236-1478-9, S. 40
2. ↑  Eintrag zur Art in World Checklist of Selected Plant Families, Online, letzter Zugriff am 13. April 2010